# Табіншвехті
Табіншвехті (*бірм. တပင်‌ရွှေထီ; 16 квітня 1516 — 30 квітня 1550) — 2-й володар імперії Таунгу у 1530—1550 роках. Ім'я перекладається як «Єдина золота парасолька». Значно розширив межі держави, сприяв об'єднанню бірманської і монської знаті.

## Життєпис

### Молоді роки
Син Мінґінйо, володаря Таунгу, та його наложниці Хін Оо (доньки старости села Левай). Народився 1516 року в Таунгу. Невдовзі оголошений спадкоємцем трону. Його матір отримала статус офіційної дружини з титулом язадеві. Протягом усього дитинства та юності його опікувало дві жінки та п'ятеро чоловіків. Він ріс, граючись із дітьми своїх слуг, зокрема Є Хтутом, старшим сином сановника Мінґісве.
Отримав військову освіту військового мистецтва: пройшов навчання бойовим мистецтвам, верховій їзді, їзді на слонах і військовій стратегії. 1525 році брав участь в обороні столиці від військ Нарапаті II, правителя Ави. В подальшому все більше залучався батьком до військових та політичних справ. У листопаді 1530 року після смерті батька спадкував владу.

### Панування

#### Підкорення Гантаваді
Спочатку призначив на провідні посади друзів дитинства. 1532року прийняв у себе біжинців з держави П'ї, яку знищили шани з Ави. 1534 році Табіншвехті видав заміж свою зведену сестру Тхакін Ґі за свого друга Є Хтута з наданням тому титулу князя Чавхтін Наврахта, чим заклав основи піднесення роду останнього.
Невдовзі розпочав масштабні війни проти сусідів. Наприкінці 1534 року здійснив набіг на пагоду Швемаудо на околиці Пегу (столиці Гантаваді), нібито для церемонії проколювання вух Табіншвехті. Така зухвала дія залишилася безкарним з боку тамтешнього правителя Такаютпі. Останній в цей час вимушен був протистояти напівнезалежним намісникам Бассейну, Дали і Мартабану. Втім набігиу 1535—1536 та 1536—1537 роках зазнали невдачі проти укріпленої оборони столиці Гантаваді. Тоді Табіншвехті підкинув Такаютпі чутку, що його 2 провідних міністра (відповідальні за захист столиці) Бінья Ло та Бінья Чан є зрадниками. Після страти тих війська Таунгу вже не зустрічали спротиву, коли наприкінці 1538 року вдерлися до Гантаваді. Напочатку 1539 року місто Пеґу впало. У вирішальній битві біля Наунгйо війська Таунгу знищили армію Гантаваді. Такаютпі втік до П'ї, переслідуємий Є Хтутою, де невдовзі помер. В результаті вдалося підкорити усі міста гирла Іраваді.
Це значно збагатило скарбницю Табіншвехті, який також отримав контроль над портовими містами. Крім того, щільне населення захопленої країни збільшувало військо й податки. 1540 року рушив проти Со Біньї, правителя Мартабану, що спирався на допомогу португальців. У травні 1541 року флот Таунгу увірвався до Мартабану. В захопленому місті Табіншвехті наказав стратити Со біньї, усю його рідню та провідних військовиків. Нажахані цим решта колишніх намісників Гантаваді цього регіону (до кордону з Аюттахаєю) визнали владу Таунгу. Такий успіх ще більше посилив нову державу економічно та військово. Було підтверджено колишню угоду між Гантаваді й Португалією від 1512 року. Натомість Табіншвехті зміг найняти португальців з вогнепальною зброєю.

#### Підкорення П'ї
У відповідь держави П'ї, Ава (тут панували тепер шани) та М'яу-У утворили союз. Сам володар Таунгу зібрав дві армії (9тис. і 8 тис. вояків відповідно), флот у 1400 суден. 19 листопада 1541 року почав напад на П'ї, до грудня вузяв в облогу ворожцу столицю. У квітні 1542 року аваська армія шанів на чолі із Тоханбвою виступила з 16-тисячним військом, але не змогла пробити прикордонну оборонну, створену ще Мінґінйо (складалася зі зруйнованих каналів, валів та низки укріплень). Водночас війська і флот Мінбіна, володаря М'яу-У, атакували з заходу. Військо Таунгу у битві в ущелині Падаунг завдало поразки ворогові. В цей час флот Мінбіна захопив порти Бассейн і М'яунгм'я, але без підтримки армії не міг тривалий час їх утримувати, тому відступив до себе. Через місяць Мінхаунг, правитель П'ї здався. Його володіння було приєднано до Таунгу.

#### Війна з Авою
У грудні 1543 року Гконмайн, новий правитель Ави і голова шанського союзу, з військом у 16 тис. піхоти, 1тис. кінноти, 120 слонів, флотом, атакував володіння Табіншвехті. Завдяки португальським найманцям вдалося відбити напад. Через місяць, у 1544 році, в битві при Саліні (на річці Іраваді) ворогові було завдано суттєвої поразки, що дозволило захопити володіння Ави до міста Паган. Невдовзі Табіншвехті провів урочисту церемонію інтронізації в Пагані (стародавній церемоніальній столиці). Напочатку 1545 року було відбито ворожу атаку на місто Салін.

#### Війна з М'яу-У

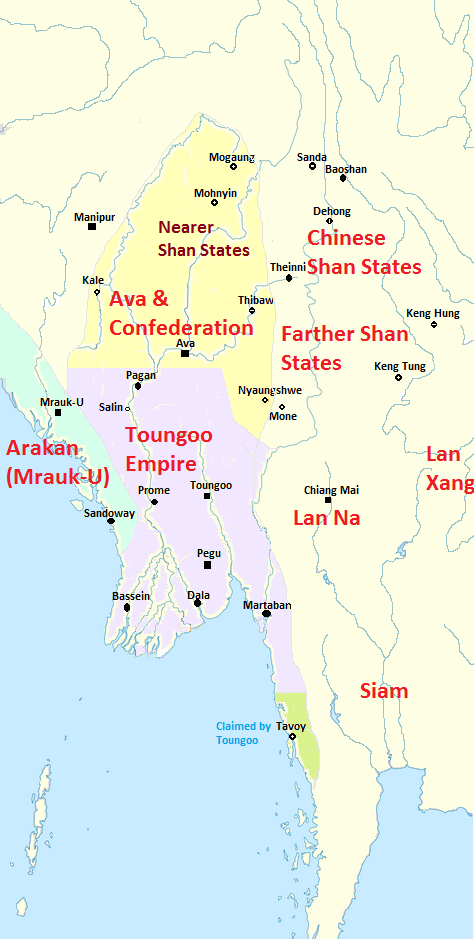
Володіння Таунгу у 1545 році

1545 року 4-тисячна армія Таунгу виступила проти М'яу-У. Основні сили рушили на південь, де намісником був брат Мінбіна — Аун Хла. Зрештою таунгуська армія повернулася до себе. 1546 року відбулося більш потужне вторгнення (19 000 військових, 400 коней, 60 слонів, 800 бойових човнів, 500 броньованих бойових човнів, 100 вантажних човнів), що дозволило зайняти північну частину М'яу-У, зокрема 24січня 1547 року вдалося захопити місто Лаунггьєт (колишню столицю Аракану). Водночас флот М'яу-У зазнав невдачі у протистоянні з флотом Таунгу. Невдовзі почалася облога ворожої столиці. Мінбін відкрив шлюзи водосховища, що погіршало становище армії Таунгу. Разом з тим Табіншвехті отримав звістку про вторгнення на півдні військ Аюттхаї, тому 30 січня 1547 року уклав перемир'я з Мінбіном.

#### Останні роки
Відправив 8-тисячне військо (зокрема 400 португальців з рушницями) і флот проти Аюттхаї, які втім не змогли відвоювати міста Тавой і Є. У жовтні 1548 року особисто очолив 12-тисячне військо, яке через Перевал Трьох Пагод прорвалося до ворожої столиці Аюттхая. У січні 1549 року в боях біля цього міста Табіншвехті зазнав відчутних втрат, тому вирішив відступити, не домігшись жодного результату.
По поверненню до столицю поринув у розваги, полювання, пиятику. 1550 року під час полювання на білого слона Табіншвехті було вбито за наказом Смім Савхтута, намісника Сіттаунга, що намагався захопити трон, але зміг лише отаборитися в Пеґу. Трон перейшов до Є Хтута, відомого як Баїннаун.